# Dinamo Riga (1946-1995)
 (octobre 2024).
Si vous disposez d'ouvrages ou d'articles de référence ou si vous connaissez des sites web de qualité traitant du thème abordé ici, merci de compléter l'article en donnant les références utiles à sa vérifiabilité et en les liant à la section « Notes et références ».
Le Dinamo Riga (en letton : Rīgas "Dinamo") est un club de hockey sur glace de Riga, en Lettonie. Fondé en 1946, le club cessa ses activités en 1995. Un nouveau club portant le nom de Dinamo Riga a été créé en 2008.

## Historique
Le Dinamo Riga fut l'un des onze clubs à prendre part au tout premier Championnat d'URSS au cours de l'hiver 1946-1947. L'équipe termina au 4e rang, derrière le Dynamo Moscou, le CSKA Moscou et le Spartak Moscou.  Renommée Daugava Riga en 1949, l'équipe joue en première division jusqu'en 1958, puis entre 1959 et 1963. Le club reprend alors son nom de Dinamo Riga en 1967. Relégué en troisième division l'année suivante, le Dinamo remonte en deuxième division en 1970 puis retrouve l'élite en 1973.
Au cours de la saison 1976-1977, la vedette du Dinamo Helmuts Balderis fut nommée meilleur buteur, meilleur marqueur et meilleur joueur de la saison. La saison d'avant, il avait aussi remporté le championnat des buteurs, tout comme en 1982-1983 ; en tout, il compta 333 buts dans la ligue d'Union soviétique. Lors de la saison 1987-1988, le club obtient le meilleur classement de son histoire, terminant deuxième derrière le CSKA Moscou.
Lorsque l'Union soviétique cessa d'exister, le club continua de jouer dans la Mejnatsionalnaïa Liga (Ligue internationale), qui succéda au championnat soviétique, jusqu'en 1995. Pendant cette période, l'équipe se nomma Stars Riga et Pārdaugava Riga.